# Tachina discifera
Tachina discifera är en tvåvingeart som först beskrevs av Walker 1860.  Tachina discifera ingår i släktet Tachina och familjen parasitflugor. Inga underarter finns listade i Catalogue of Life.